# Municipio de Bauxite
El municipio de Bauxite (en inglés: Bauxite Township) es un municipio ubicado en el condado de Saline en el estado estadounidense de Arkansas. En el año 2010 tenía una población de 31981 habitantes y una densidad poblacional de 293,85 personas por km².

## Geografía
El municipio de Bauxite se encuentra ubicado en las coordenadas 34°33′42″N 92°32′36″O / 34.56167, -92.54333. Según la Oficina del Censo de los Estados Unidos, el municipio tiene una superficie total de 108.83 km², de la cual 105.92 km² corresponden a tierra firme y (2.68%) 2.92 km² es agua.

## Demografía
Según el censo de 2010, había 31981 personas residiendo en el municipio de Bauxite. La densidad de población era de 293,85 hab./km². De los 31981 habitantes, el municipio de Bauxite estaba compuesto por el 89.04% blancos, el 5.83% eran afroamericanos, el 0.52% eran amerindios, el 0.87% eran asiáticos, el 0.02% eran isleños del Pacífico, el 2.22% eran de otras razas y el 1.51% pertenecían a dos o más razas. Del total de la población el 4.47% eran hispanos o latinos de cualquier raza.